# Atletismo nos Jogos Pan-Americanos de 1983
As competições de atletismo nos Jogos Pan-Americanos de 1983 foram realizadas em Caracas, na Venezuela.

## Medalhistas
Masculino
| Evento                              | Ouro                                                                   | Ouro     | Prata                                                                          | Prata    | Bronze                                                                             | Bronze   |
| ----------------------------------- | ---------------------------------------------------------------------- | -------- | ------------------------------------------------------------------------------ | -------- | ---------------------------------------------------------------------------------- | -------- |
| 100 metros detalhes                 | Leandro Peñalver CUB Cuba                                              | 10.06    | Sam Graddy USA Estados Unidos                                                  | 10.18    | Osvaldo Lara CUB Cuba                                                              | 10.21    |
| 200 metros detalhes                 | Elliott Quow USA Estados Unidos                                        | 20.42    | Leandro Peñalver CUB Cuba                                                      | 20.53    | Bernie Jackson USA Estados Unidos                                                  | 20.81    |
| 400 metros detalhes                 | Cliff Wiley USA Estados Unidos                                         | 45.02    | Lázaro Martínez CUB Cuba                                                       | 45.37    | Gerson de Souza BRA Brasil                                                         | 45.45    |
| 800 metros detalhes                 | Agberto Guimarães BRA Brasil                                           | 1:46.31  | José Luíz Barbosa BRA Brasil                                                   | 1:46.65  | Stanley Redwine USA Estados Unidos                                                 | 1:47.26  |
| 1500 metros detalhes                | Agberto Guimarães BRA Brasil                                           | 3:42.91  | Ross Donoghue USA Estados Unidos                                               | 3:43.09  | Chuck Aragon USA Estados Unidos                                                    | 3:44.57  |
| 5000 metros detalhes                | Eduardo Castro MEX México                                              | 13:54.11 | Gerardo Alcalá MEX México                                                      | 13:54.37 | Domingo Tibaduiza COL Colômbia                                                     | 13:59.68 |
| 10000 metros detalhes               | José Gómez MEX México                                                  | 29:14.75 | Domingo Tibaduiza COL Colômbia                                                 | 29:17.12 | Mark Nenow USA Estados Unidos                                                      | 29:22.46 |
| Maratona detalhes                   | Jorge González PUR Porto Rico                                          | 2:12:43  | César Mercado PUR Porto Rico                                                   | 2:20:30  | Miguel Cruz MEX México                                                             | 2:21:12  |
| 3000 metros com obstáculos detalhes | Emilio Ulloa CHI Chile                                                 | 8:57.62  | Carmelo Ríos PUR Porto Rico                                                    | 9:01.47  | Greg Duhaime CAN Canadá                                                            | 9:06.03  |
| 110 metros com barreiras detalhes   | Roger Kingdom USA Estados Unidos                                       | 13.44    | Alejandro Casañas CUB Cuba                                                     | 13.51    | Tonie Campbell USA Estados Unidos                                                  | 13.54    |
| 400 metros com barreiras detalhes   | Frank Montiéh CUB Cuba                                                 | 50.02    | Antônio Dias Ferreira BRA Brasil                                               | 50.08    | James King USA Estados Unidos                                                      | 50.31    |
| 4x100 metros detalhes               | USA Estados Unidos Sam Graddy Bernie Jackson Ken Robinson Elliott Quow | 38.49    | CUB Cuba Osvaldo Lara Leandro Peñalver Silvio Leonard José Isalgue             | 38.55    | BRA Brasil Gerson de Souza João Batista da Silva Nelson dos Santos Robson da Silva | 39.08    |
| 4x400 metros detalhes               | USA Estados Unidos Alonzo Babers Mike Bradley James Rolle Eddie Carey  | 3:00.47  | BRA Brasil Evaldo da Silva José Luiz Barbosa Agberto Guimarães Gerson de Souza | 3:02.79  | CUB Cuba Lázaro Martínez Agustín Pavó Carlos Reyte Héctor Herrera                  | 3:03.15  |
| Salto em altura detalhes            | Francisco Centelles CUB Cuba                                           | 2.29     | Leo Williams USA Estados Unidos                                                | 2.27     | Jorge Alfaro CHI Chile                                                             | 2.25     |
| Salto com vara detalhes             | Mike Tully USA Estados Unidos                                          | 5.45     | Jeff Buckingham USA Estados Unidos                                             | 5.25     | Tomás Valdemar Hintnaus BRA Brasil                                                 | 5.20     |
| Salto em distância detalhes         | Jaime Jefferson CUB Cuba                                               | 8.03A    | Vesco Bradley USA Estados Unidos                                               | 7.99     | Juan Felipe Ortiz CUB Cuba                                                         | 7.91     |
| Salto triplo detalhes               | Jorge Reyna CUB Cuba                                                   | 17.05    | Lázaro Betancourt CUB Cuba                                                     | 16.75    | José Salazar VEN Venezuela                                                         | 16.26    |
| Arremesso de peso detalhes          | Luis Delís CUB Cuba                                                    | 18.24    | Gert Weil CHI Chile                                                            | 17.30    | Hubert Maingot TRI Trinidad e Tobago                                               | 16.48    |
| Lançamento de disco detalhes        | Luis Delís CUB Cuba                                                    | 67.32    | Bradley Cooper BAH Bahamas                                                     | 62.38    | Juan Martínez CUB Cuba                                                             | 62.04    |
| Lançamento de martelo detalhes      | Genovevo Morejón CUB Cuba                                              | 65.34    | Harold Willers CAN Canadá                                                      | 64.22    | Alfredo Luis CUB Cuba                                                              | 63.16    |
| Lançamento de dardo detalhes        | Laslo Babits CAN Canadá                                                | 81.40    | Ramón González CUB Cuba                                                        | 78.34    | Amado Morales PUR Porto Rico                                                       | 77.40    |
| Decatlo detalhes                    | Dave Steen CAN Canadá                                                  | 7958     | Douglas Fernández VEN Venezuela                                                | 7726     | Freddy Aberdeen VEN Venezuela                                                      | 7262     |
| 20 km marcha atlética detalhes      | Ernesto Canto MEX México                                               | 1:28:12  | Raúl González MEX México                                                       | 1:29:21  | Héctor Moreno COL Colômbia                                                         | 1:30:05  |
| 50 km marcha atlética detalhes      | Raúl González MEX México                                               | 4:00:45  | Martín Bermúdez MEX México                                                     | 4:04:20  | Querubín Moreno COL Colômbia                                                       | 4:23:20  |

Feminino
| Evento                            | Ouro                                                                           | Ouro    | Prata                                                                            | Prata   | Bronze                                                                        | Bronze  |
| --------------------------------- | ------------------------------------------------------------------------------ | ------- | -------------------------------------------------------------------------------- | ------- | ----------------------------------------------------------------------------- | ------- |
| 100 metros detalhes               | Esmeralda de Jesus Garcia BRA Brasil                                           | 11.31   | Jackie Washington USA Estados Unidos                                             | 11.33   | Luisa Ferrer CUB Cuba                                                         | 11.38   |
| 200 metros detalhes               | Randy Givens USA Estados Unidos                                                | 23.14   | LaShon Nedd USA Estados Unidos                                                   | 23.39   | Luisa Ferrer CUB Cuba                                                         | 23.39   |
| 400 metros detalhes               | Charmaine Crooks CAN Canadá                                                    | 51.49   | Ana Fidelia Quirot CUB Cuba                                                      | 51.83   | Easter Gabriel USA Estados Unidos                                             | 52.45   |
| 800 metros detalhes               | Nery McKeen CUB Cuba                                                           | 2:02.20 | Ranza Clark CAN Canadá                                                           | 2:02.44 | Alejandra Ramos CHI Chile                                                     | 2:03.65 |
| 1500 metros detalhes              | Ranza Clark CAN Canadá                                                         | 4:16.18 | Cindy Bremser USA Estados Unidos                                                 | 4:17.67 | Missy Kane USA Estados Unidos                                                 | 4:21.39 |
| 3000 metros detalhes              | Joan Benoit USA Estados Unidos                                                 | 9:14.19 | Brenda Webb USA Estados Unidos                                                   | 9:28.69 | Monica Regonesi CHI Chile                                                     | 9:41.87 |
| 100 metros com barreiras detalhes | Benita Fitzgerald USA Estados Unidos                                           | 13.16   | Kim Turner USA Estados Unidos                                                    | 13.39   | Elida Aveillé CUB Cuba                                                        | 13.41   |
| 400 metros com barreiras detalhes | Judi Brown USA Estados Unidos                                                  | 56.03   | Sharrieffa Barksdale USA Estados Unidos                                          | 56.09   | Gwen Wall CAN Canadá                                                          | 56.93   |
| 4x100 metros detalhes             | USA Estados Unidos Jackie Washington Alice Jackson Brenda Cliette Randy Givens | 43.21   | TRI Trinidad e Tobago Esther Hope Janice Bernard Angela Williams Maxine McMillan | 44.63   | CAN Canadá Karen Nelson Charmaine Crooks Jillian Richardson Tanya Brothers    | 44.77   |
| 4x400 metros detalhes             | USA Estados Unidos Alice Jackson Judi Brown Easter Gabriel Kelia Bolton        | 3:29.97 | CAN Canadá Christine Slythe Gwen Wall Charmaine Crooks Jillian Richardson        | 3:30.24 | CUB Cuba Mercedes Álvarez Nery McKeen Caridad Mayra Guerra Ana Fidelia Quirot | 3:30.76 |
| Salto em altura detalhes          | Coleen Sommer USA Estados Unidos                                               | 1.91    | Silvia Costa CUB Cuba                                                            | 1.88    | Joni Huntley USA Estados Unidos                                               | 1.82    |
| Salto em distância detalhes       | Kathy McMillan USA Estados Unidos                                              | 6.70    | Eloína Echevarría CUB Cuba                                                       | 6.61    | Patricia Johnson USA Estados Unidos                                           | 6.33    |
| Arremesso de peso detalhes        | María Elena Sarría CUB Cuba                                                    | 19.34   | Lorna Griffin USA Estados Unidos                                                 | 16.61   | Rosemarie Hauch CAN Canadá                                                    | 16.38   |
| Lançamento de disco detalhes      | Maritza Martén CUB Cuba                                                        | 59.62   | Lorna Griffin USA Estados Unidos                                                 | 56.52   | Penny Neer USA Estados Unidos                                                 | 53.32   |
| Lançamento de dardo detalhes      | María Caridad Colón CUB Cuba                                                   | 63.76   | Mayra Vila CUB Cuba                                                              | 63.32   | Marieta Riera VEN Venezuela                                                   | 53.60   |
| Heptatlo detalhes                 | Conceição Geremias BRA Brasil                                                  | 6084    | Cindy Greiner USA Estados Unidos                                                 | 6068    | Elida Aveillé CUB Cuba                                                        | 5755    |

## Quadro de medalhas
| Ordem | País                     | Medalha de ouro | Medalha de prata | Medalha de bronze |     |
| ----- | ------------------------ | --------------- | ---------------- | ----------------- | --- |
| 1     | USA Estados Unidos       | 14              | 11               | 13                | 38  |
| 2     | CUB Cuba                 | 12              | 12               | 10                | 34  |
| 3     | BRA Brasil               | 4               | 3                | 3                 | 10  |
|       | CAN Canadá               | 4               | 3                | 3                 | 10  |
| 5     | MEX México               | 4               | 3                | 1                 | 8   |
| 6     | PUR Porto Rico           | 1               | 2                | 1                 | 4   |
| 7     | CHI Chile                | 1               | 1                | 2                 | 4   |
| 8     | COL Colômbia             |                 | 1                | 3                 | 4   |
|       | VEN Venezuela            |                 | 1                | 3                 | 4   |
| 10    | TRI Trinidad e Tobago    |                 | 1                | 1                 | 2   |
| 11    | DOM República Dominicana |                 | 1                |                   | 1   |
|       | BAH Bahamas              |                 | 1                |                   | 1   |
| TOTAL | TOTAL                    | 40              | 40               | 40                | 120 |